# Черкасский, Шолох Сунчалеевич
Шолох Сунчалеевич Черкасский (Шолох-мурза) (ум. 1636) — князь Черкасский (1625—1636), старший сын и преемник князя Сунчалея Канклычевича Черкасского (ум. 1624).

## Биография
В 1624 году скончался князь Сунчалей Черкасский, отец Шолоха. В марте следующего 1625 года русский царь Михаил Федорович выдал «жалованную грамоту на княжение над всеми нерусскими народами» в Терках его старшему сыну Шолоху-мурзе Черкасскому.
Князь Шолох Сунчалеевич Черкасский находился в родственных отношениях с Большой Кабардой и Крымским ханством. Сам Шолох-мурза был женат на Пархан, сестре князя Алегуко Шогенукова. Младшая сестра Шолоха была замужем за крымским калгой Шахин Гераем.
Шолох Черкасский находился во враждебных отношениях с некоторыми своими родственниками, кабардинскими князьями и мурзами. Князья Бароко Арсланович Черкасский, Келемет и Ильдар Куденетовичи Черкасские, Пшемахо Камбулатович Черкасский и некоторые другие часто отправляли доносы в Посольский приказ, сообщая о связях Шолоха Сунчалеевича и его братьев с князьями Большой Кабарды Алегуко Шогенуковым, его двоюродным братом Хатохшоко Казыевым и крымским калгой Шахин Гераем. Однако в апреле 1635 года терский воевода князь М. П. Пронский сообщал в Посольский приказ, что князь Шолох Черкасский полностью оправдан, а все обвинения в измене с него сняты.
В 1636 году молодой князь Шолох Сунчалеевич упал с лошади и скончался, не оставив после себя потомства. Его княжение в Терках перешло к младшему брату Муцалу Сунчалеевичу.